# Валлесаккарда
Валлесакка́рда (итал. Vallesaccarda) — коммуна в Италии, располагается в регионе Кампания, в провинции Авеллино.
Население составляет 1416 человек (2008 г.), плотность населения составляет 115 чел./км². Занимает площадь 14 км². Почтовый индекс — 83050. Телефонный код — 0827.
Покровительницей коммуны почитается Пресвятая Богородица (Maria SS Immacolata), празднование 8 августа.

## Демография
Динамика населения:

## Администрация коммуны
- Официальный сайт: https://web.archive.org/web/20090922052021/http://vallesaccarda.asmenet.it/